# توره د نجری
توره د نجری (به ایتالیایی: Torre de' Negri) یک کومونه در ایتالیا است که در استان پاویا واقع شده‌است. توره د نجری ۴٫۱ کیلومتر مربع مساحت و ۳۴۲ نفر جمعیت دارد و ۷۳ متر بالاتر از سطح دریا واقع شده‌است.